# Buschfeuer in Victoria 2003

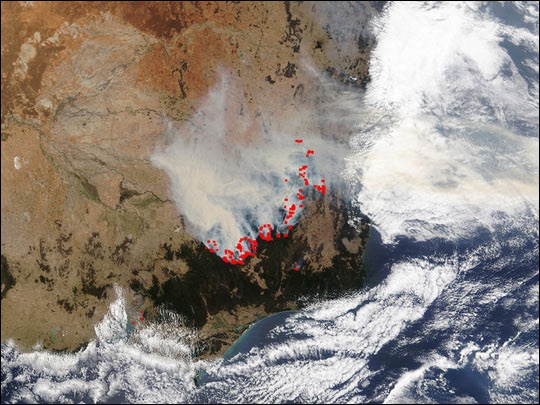
Satellitenbild: Das Buschfeuer am 22. Januar 2003 im südöstlichen Australien

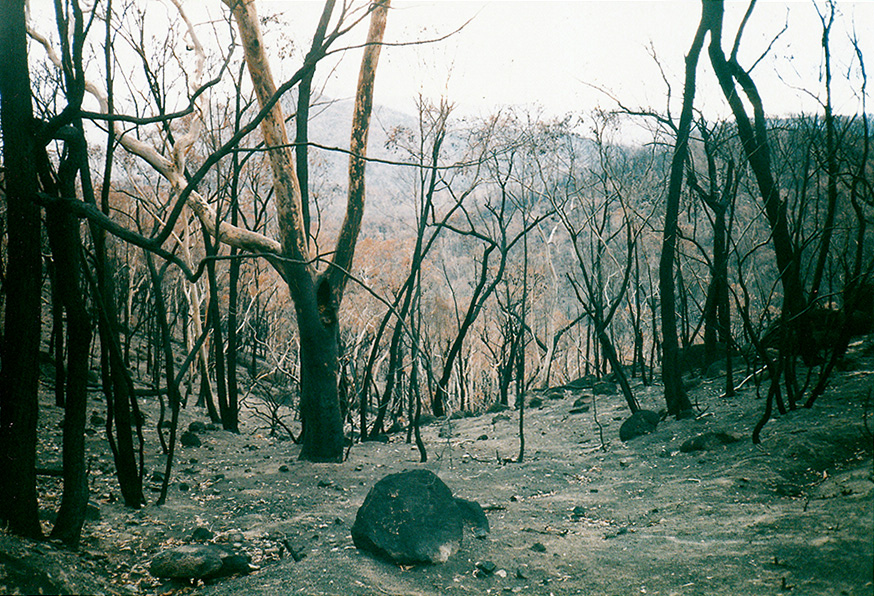
Verbranntes Buschland bei Anglers Rest am Omeo Highway, eines der am schwersten zerstörten Gebiete, vergleichbare Verwüstungen erstreckten sich über Tausende von km²

Die Buschfeuer in Victoria 2003, auch Great Divide Fire Complex genannt, entzündeten sich als 87 einzelne Buschfeuer durch Blitzschläge im Nordosten von Victoria am 8. Januar 2003. Acht von ihnen konnten nicht gelöscht werden und formten eines der größten Buschfeuer in Victoria seit dem Black Friday 1939.
Das Hauptfeuer verbrannte innerhalb von 59 Tagen eine Fläche von über 13000 km², bevor es am 7. März 2003 gelöscht werden konnte. 41 Häuser wurden zerstört, über 9000 Stück Vieh getötet und tausende Kilometer Zäune niedergebrannt. Dieses Feuer war seinerzeit das am längsten brennende Buschfeuer, das später durch das Buschfeuer in Victoria 2006/2007 mit 69 Tagen Dauer übertroffen wurde.
Im Februar, auf dem Höhepunkt dieses Feuers, waren 3760 Menschen von diesem Feuer betroffen, ohne Berücksichtigung der Feuerwehrleute. Insgesamt waren 15725 Feuerwehrleute und 160 Angestellte der australischen Militärstreitkräfte, über 300 Feuerwehrleute aus anderen Bundesstaaten Australiens, 33 Feuerwehrexperten mit alpiner Erfahrung aus Neuseeland und 35 aus den USA im Einsatz.
Die betroffenen Gebiete lagen am Mount Buffalo, Mount Bogong, Mount Feathertop, um Bright, Dinner Plain, Benambra, Omeo, Cobrungo, Shannonvale, Bundara, Anglers Rest, Sunnyside, Glen Wills und Dargo.